# Bee Juker
Bertha Marie Juker-Hüssler (* 1905 in Bern; † 1998) war eine Schweizer Autorin und Übersetzerin.

## Leben
Juker veröffentlichte als Mitarbeiterin an der wissenschaftlichen Ausgabe der Werke Jeremias Gotthelfs zwei Standardwerke zu dessen Werk, übersetzte Literatur vom Französischen ins Deutsche (darunter Maria Popescus Autobiografie Von Mittwoch bis Mittwoch) und verfasste weitere Schriften mit ihrem Ehemann, dem Bibliothekar Werner Juker (1893–1977).
Sie trug ein Ehrendoktorat.